# 4943 Lac d'Orient
4943 Lac d'Orient eller 1987 OQ är en asteroid i huvudbältet som upptäcktes den 27 juli 1987 av den belgiske astronomen Eric W. Elst vid Haute-Provence-observatoriet. Den är uppkallad efter den konstgjorda sjön Lac d'Orient.
Asteroiden har en diameter på ungefär 6 kilometer och den tillhör asteroidgruppen Eunomia.